# Melvyn Richardson
Melvyn Richardson (n. 30 ianuarie 1997, Marsilia, Franța) este un handbalist ce a reprezentat Franța, medaliat olimpic. A participat la o ediție a Jocurilor Olimpice (2020) în care a câștigat o medalie de aur.

## Participări
Lista de mai jos prezintă principalele competiții la care a participat Melvyn Richardson de-a lungul carierei.
- Handbal la Jocurile Olimpice de vară din 2021 – Turneul masculin[3]